# Élections générales saskatchewanaises de 1925
L'élection générale saskatchewanaise de 1925 se déroule le 2 juin 1925 afin d'élire les députés de l'Assemblée législative de la Saskatchewan. Il s'agit de la 6e élection générale en Saskatchewan depuis la création de cette province du Canada en 1905.

## Résultats
| Parti                                | Parti                    | Chef                     | # de candidats | Sièges | Sièges | Sièges  | Voix    | Voix    | Voix     |
| Parti                                | Parti                    | Chef                     | # de candidats | 1921   | Élus   | % Diff. | #       | %       | % Diff.  |
| ------------------------------------ | ------------------------ | ------------------------ | -------------- | ------ | ------ | ------- | ------- | ------- | -------- |
|                                      | Libéral                  |                          | 62             | 46     | 50     | +8,7 %  | 127 751 | 51,51 % | +0,12 %  |
|                                      | Progressiste             |                          | 40             | 6      | 6      | -       | 57 142  | 23,04 % | +15,52 % |
|                                      | Conservateur             |                          | 18             | 2      | 3      | +50 %   | 45 515  | 18,35 % | +14,41 % |
|                                      | Indépendant              | Indépendant              | 6              | 7      | 2      | -71,4 % | 8 703   | 3,51 %  | -22,22 % |
|                                      | Libéral-travailliste     |                          | 1              | *      | 1      | *       | 4 704   | 1,90 %  | *        |
|                                      | Libéral indépendant      | Libéral indépendant      | 1              | *      | 1      | *       | 2 653   | 1,07 %  | *        |
|                                      | Conservateur indépendant | Conservateur indépendant | 1              | 1      | -      | -100 %  | 1 545   | 0,62 %  | -2,86 %  |
| Total                                | Total                    | Total                    | 129            | 63     | 63     | -       | 248 013 | 100 %   |          |
| Source : (en) Elections Saskatchewan |                          |                          |                |        |        |         |         |         |          |

 Note :
* N'a pas présenté de candidats lors de l'élection précédente.